# Поузі (округ, Індіана)
Шаблон:StateAbbr_ 38°01′ пн. ш. 87°52′ зх. д. / 38.02° пн. ш. 87.86° зх. д.
Округ Поузі (англ. Posey County) — округ (графство) у штаті Індіана, США. Ідентифікатор округу 18129.

## Історія
Округ утворений 1814 року.

## Демографія
За даними перепису
2000 року
загальне населення округу становило 27061 осіб, зокрема міського населення було 8244, а сільського — 18817.
Серед мешканців округу чоловіків було 13468, а жінок — 13593. В окрузі було 10205 домогосподарств, 7613 родин, які мешкали в 11076 будинках.
Середній розмір родини становив 3,08.
Віковий розподіл населення поданий у таблиці:
| Стать    | До 15 років | 15-21 | 22-29 | 30-39 | 40-49 | 50-65 | 65-85 | Понад 85 |
| -------- | ----------- | ----- | ----- | ----- | ----- | ----- | ----- | -------- |
| Чоловіки | 3164        | 1324  | 1077  | 1939  | 2399  | 2152  | 1310  | 103      |
| Жінки    | 2922        | 1222  | 1053  | 2057  | 2204  | 2185  | 1692  | 258      |

## Суміжні округи
- Ґібсон — північ / північний схід
- Вандерберг — схід
- Гендерсон, Кентуккі — південний схід
- Юніон, Кентуккі — південь
- Ґаллатін, Іллінойс — південний захід
- Вайт, Іллінойс — захід / північний захід

## Виноски
1. ↑  U.S. Decennial Census. United States Census Bureau. Процитовано 10 липня 2014.
2. ↑  Historical Census Browser. University of Virginia Library. Архів оригіналу за 11 серпня 2012. Процитовано 10 липня 2014.
3. ↑  Population of Counties by Decennial Census: 1900 to 1990. United States Census Bureau. Процитовано 10 липня 2014.
4. ↑  Census 2000 PHC-T-4. Ranking Tables for Counties: 1990 and 2000 (PDF). United States Census Bureau. Процитовано 10 липня 2014.
5. ↑  Posey County QuickFacts. Бюро перепису населення США. Архів оригіналу за 7 червня 2011. Процитовано 25 вересня 2011.(англ.) Наведено за англійською вікіпедією.
6. ↑  American FactFinder. Бюро перепису населення США. Архів оригіналу за 26 лютого 2012. Процитовано 31 січня 2008.

| США | Це незавершена стаття з географії США. Ви можете допомогти проєкту, виправивши або дописавши її. |